# 乳房链球菌
乳房链球菌（学名：Streptococcus uberis）是链球菌属的下属物种。此物种呈革兰氏阳性、过氧化氢酶阴性，并且不是兰斯菲尔德分类法可分组的（有研究指出一些菌株属于兰斯菲尔德E、G、P或U组）。此物种经常从奶牛的乳腺中分离出来。此物种是在世界范围内引起乳腺炎的主要病原体之一。

## 拓展阅读
- Tassi, R.; McNeilly, T.N.; Fitzpatrick, J.L.; Fontaine, M.C.; Reddick, D.; Ramage, C.; Lutton, M.; Schukken, Y.H.; Zadoks, R.N. . Journal of Dairy Science. Aug 2013, 96 (8): 5129–5145. PMID 23769372. doi:10.3168/jds.2013-6741 .